# Graycliff
La finca Graycliff fue diseñada por Frank Lloyd Wright y se construyó entre 1926 y 1929. Se encuentra a unos 20 minutos en coche del centro de Búfalo (Nueva York), en el número 6472 de Old Lake Shore Road en Derby (Nueva York).

## Historia
La finca Graycliff era la residencia de verano de Isabelle R. Martin (1869-1945) y su marido, Darwin D. Martin (1865-1935). Graycliff fue el segundo de los complejos que Frank Lloyd Wright diseño para la pareja, el primero fue la Casa Darwin D. Martin, la residencia de la familia cuando estaban en la ciudad. Para cuando se contrató a Wright para el proyecto, este y los Martin eran amigos personales así como clientes durante veinte años. Entre el término de la Casa Martin y la construcción de Graycliff se forjó una larga amistad que llevó a los Martin a prestar ayuda financiera, y otros apoyos a Wright cuando la carrera de este estaba despegando. 
En los primeros años de su larga relación, Darwin Martin estuvo directamente envuelto en la elección de Frank Lloyd Wright como arquitecto del Larkin Administration Building. Martin era un ejecutivo de la Compañía Larkin Soap, y Wright también diseño casas en Búfalo para otros ejecutivos de la Compañía como William R. Heath y Walter V. Davidson.
Isabelle R. Martin fue la clienta que aparece en el registro de Graycliff, que fue diseñado por Wright para su disfrute. Graycliff es una de las más ambiciosas y grandes fincas de verano que Wright diseñó.
Graycliff es uno de los únicos cinco proyectos de Frank Lloyd Wright que se construyeron entre 1925 y 1935, y la única estructura que diseñó entre Taliesin (1914) y la Casa de la Cascada (1936) usando la piedra. Wright creía que la piedra era el único material verdadero para construir y por ello insistió a los Martin para que se usara en Graycliff.

## Diseño
Graycliff es un complejo de tres edificios construidos en lo alto de un acantilado con vistas al Lago Erie. Los edificios, en el estilo de arquitectura orgánica de Wright, se asientan en unos terrenos y jardines también diseñados por Wright.
El edificio más grande es la Casa Isabelle R. Martin, con espaciosos balcones, amplias terrazas y grandes ventanas que permiten contemplar la naturaleza desde dentro y a través de toda la casa. En los días especialmente claros se puede ver el agua que pulverizan las Cataratas del Niagara a través del hueco que hay entre el puente y el chapado de piedra.
Otro de los edificios es la Casa Foster, que fue diseñada originalmente como garaje, con un apartamento encima para alojar al chofer y su familia. Después de su primer verano en la residencia, los Martin pidieron a Wright que ampliara el edificio. Una vez que estuvo completado, la hija de los Martin Dorothy, junto a su marido James Foster y sus hijos Margaret y Darwin Martin Foster, pasaron muchos veranos en la residencia. Como la casa Martin, la Casa Foster tiene líneas horizontales, balcones y numerosas ventanas.
El más pequeño de los edificios del complejo es conocido como la Cabaña Heat. Al igual que los otros dos edificios, está construida con piedra, estuco ocre, y tejas de color cedro rojo.

## Restauración
Aunque la familia Martin perdió gran parte de su fortuna en la Gran Depresión y se vio forzada a abandonar su casa en el centro de Búfalo en 1937, conservaron Graycliff, donde volvían cada año hasta 1943.
La propiedad fue adquirida por los Escolapios, una orden de religiosos católicos dedicados a la enseñanza, en 1951. Los Padres Escolapios, desde Hungría, establecieron un colegio en los terrenos, así como un instituto para niños dotados llamado Calasancio en honor al padre fundador de la orden. A pesar de que añadieron dos pisos al edificio, el diseño original de Wright quedó intacto. En 1997, los Escolapios decidieron que ya no podían hacer frente al mantenimiento de la casa y la pusieron a la venta.